# Estación de Infante Don Luis
Infante Don Luis es una estación de la línea ML-3 del Metro Ligero Oeste situada en el bulevar central de la avenida del Siglo XXI, junto a la intersección con la avenida que da nombre a la estación, en el barrio Siglo XXI de Boadilla del Monte. Abrió al público el 27 de julio de 2007.
Su tarifa corresponde a la zona B2 según el Consorcio Regional de Transportes.

## Accesos
- Infante Don Luis Avda. Siglo XXI, 8. Junto a Avda. Infante Don Luis

## Líneas y conexiones

### Metro Ligero
| << cabecera    | < estación | línea | estación >         | cabecera >>        |
| -------------- | ---------- | ----- | ------------------ | ------------------ |
| Colonia Jardín | Siglo XXI  |       | Puerta de Boadilla | Puerta de Boadilla |

### Autobuses
| Diurnos |                             |                                                          |                  |
| Línea   | Destino                     | Parada                                                   | Operador         |
| 1       | Olivar - Parque - Las Lomas | 12187 Av. Infante Don Luis-Gregorio Marañón (N.º 5)      | Empresa Boadilla |
| 1       | Paseo de Madrid             | 12186 Av. Infante Don Luis-Federico García Lorca (N.º 8) | Empresa Boadilla |
| 4       | El Pastel                   | 20204 Av. Siglo XXI-Est. Infante Don Luis                | Empresa Boadilla |
| 4       | Boadilla Centro             | 20205 Av. Siglo XXI-Est. Infante Don Luis                | Empresa Boadilla |

| Diurnos   |                                                   |                                                          |                           |
| Línea     | Destino                                           | Parada                                                   | Operador                  |
| 565       | Boadilla del Monte (Puerta de Boadilla)           | 20204 Av. Siglo XXI-Est. Infante Don Luis                | Avanza Movilidad Integral |
| 565       | Pozuelo (Est. El Barrial)                         | 20205 Av. Siglo XXI-Est. Infante Don Luis                | Avanza Movilidad Integral |
| 571       | Boadilla del Monte                                | 12187 Av. Infante Don Luis-Gregorio Marañón (N.º 5)      | Empresa Boadilla          |
| 573       | Boadilla del Monte                                | 12187 Av. Infante Don Luis-Gregorio Marañón (N.º 5)      | Empresa Boadilla          |
| 574       | Boadilla del Monte                                | 12187 Av. Infante Don Luis-Gregorio Marañón (N.º 5)      | Empresa Boadilla          |
| 575       | Brunete                                           | 12187 Av. Infante Don Luis-Gregorio Marañón (N.º 5)      | Empresa Boadilla          |
| 571       | Madrid (Aluche) (por Urbanización Montepríncipe)  | 12186 Av. Infante Don Luis-Federico García Lorca (N.º 8) | Empresa Boadilla          |
| 573       | Madrid (Moncloa) (por Urbanización Montepríncipe) | 12186 Av. Infante Don Luis-Federico García Lorca (N.º 8) | Empresa Boadilla          |
| 574       | Madrid (Aluche) (por Ciudad Financiera)           | 12186 Av. Infante Don Luis-Federico García Lorca (N.º 8) | Empresa Boadilla          |
| 575       | Boadilla del Monte                                | 12186 Av. Infante Don Luis-Federico García Lorca (N.º 8) | Empresa Boadilla          |
| Nocturnos |                                                   |                                                          |                           |
| Línea     | Destino                                           | Parada                                                   | Operador                  |
| N905      | Boadilla del Monte                                | 12187 Av. Infante Don Luis-Gregorio Marañón (N.º 5)      | Empresa Boadilla          |
| N905      | Madrid (Moncloa)                                  | 12186 Av. Infante Don Luis-Federico García Lorca (N.º 8) | Empresa Boadilla          |